# Schelmish
 (septembre 2018).
Si vous disposez d'ouvrages ou d'articles de référence ou si vous connaissez des sites web de qualité traitant du thème abordé ici, merci de compléter l'article en donnant les références utiles à sa vérifiabilité et en les liant à la section « Notes et références ».
Schelmish est un groupe de folk rock allemand, originaire de Bonn.

## Biographie
Schelmish est formé à Bonn en 1999. Les racines du groupe sont surtout dans la musique folklorique traditionnelle et acoustique, surtout celle de l'Irlande. 
Le groupe a travaillé sur des chansons avec des paroles de langues anciennes, avant de créer ses propres chansons et avant de s'orienter avec la publication de Mente capti en 2006 vers un style orienté parfois vers la musique électronique, parfois vers le heavy metal. Le groupe ne connait pas la même notoriété que d'autres artistes similaires tels que Subway to Sally, In Extremo ou Saltatio Mortis, mais est présent sur de nombreux festivals. En 2012, les membres choisissent de former un nouveau groupe, Invictus.

## Membres
- Dextro - chant, bouzouki, Marktsackpfeife (cornemuse), flûte, chalemie, bombarde, vielle à roue
- Des Demonia - chant, Marktsackpfeife (cornemuse), bouzouki, percussions
- Luzi das L - Marktsackpfeife (cornemuse), chalemie, bouzouki, trompette marine
- Samtron - batterie et percussions
- Picus von Corvin - percussions
- Daniel San - guitare électrique
- Schwammi - guitare basse
- Rimsbold von Tiefentann - chant, Marktsackpfeife (cornemuse), chalémie

## Discographie
- 2000 : Von Räubern, Lumpen und anderen Schelmen
- 2001 : Aequinoctium
- 2002 : Codex Lascivus
- 2003 : Tempus Mutatur
- 2003 : Si salvas me (single)
- 2004 : Igni Gena
- 2005 : Schelmish Live
- 2005 : Coetus (DVD)
- 2006 : Mente Capti
- 2007 : Moor (single)
- 2007 : Wir werden sehen
- 2009 : Die hässlichen Kinder
- 2010 : Persona Non Grata